# Seapunk

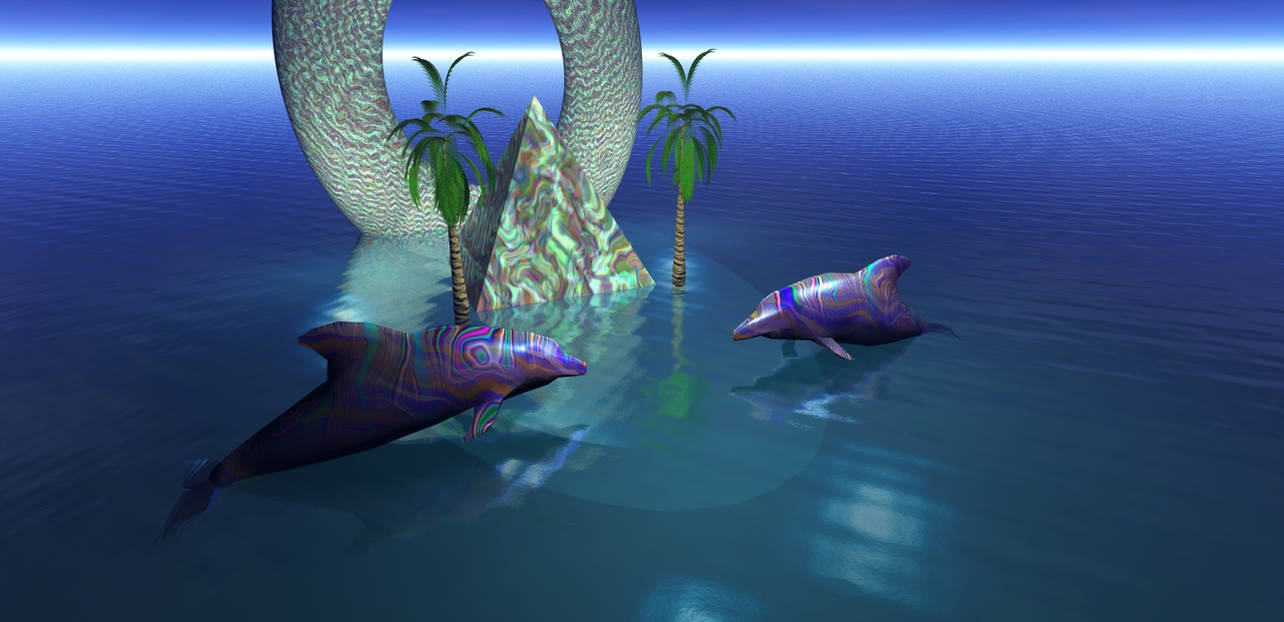
Exemple d'esthétique seapunk.

Le seapunk est un sous-genre de mode et de design créé sur Internet durant le début des années 2010 par un groupe de passionnés du multimédia. Il a été popularisé par une grande utilisation de rétroliens et de partage sur le réseau social Tumblr.

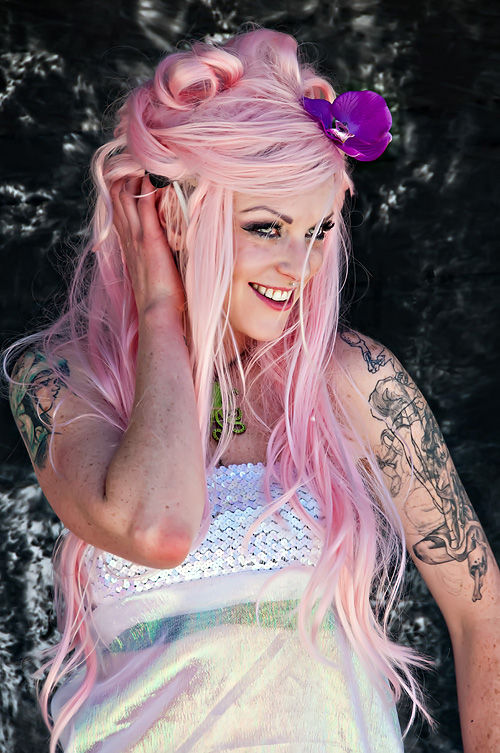
Lulie Doll posant lors du Geek Fashion Show en 2013.

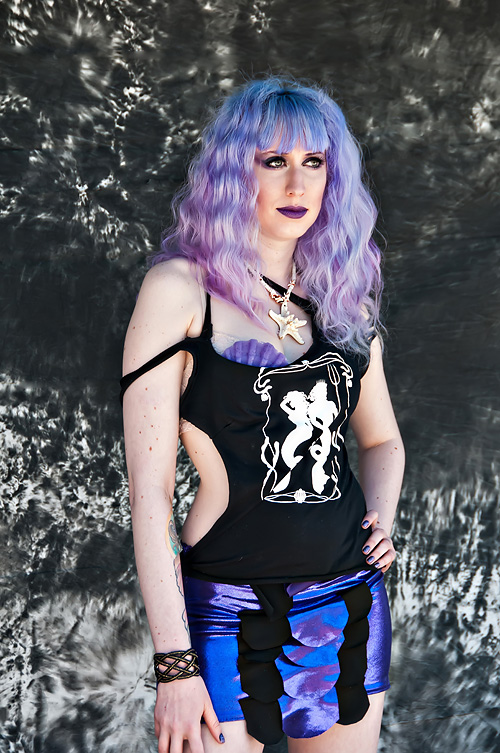
Lavender Simone posant en tenue seapunk lors du Geek Fashion Show en 2013.

## Histoire

### Origines
Le mouvement seapunk trouverait ses origines dans un tweet du DJ de Brooklyn Lil Internet évoquant un blouson punk dont les clous auraient été remplacés par des crustacés. Son ami Lil Governement utilise ensuite le hashtag « seapunk »,,. Lil Governement déclare à Vice Magazine que « [Le] seapunk est un mème accidentel qui est devenu une scène ».
Le seapunk est donc principalement une tendance esthétique qui s'est développée sur internet majoritairement sur la plateforme de micro-blogging Tumblr où des jeunes qui ont entre 13 et 19 ans échangent et nouent des liens autour de l'esthétique,. 

### Fashion week
En février 2012, le créateur Jeremy Scott met en avant l'esthétique en s'inspirant du mouvement pour dessiner sa collection automne-hiver 2012,. Les marques Blumarine, Versace et Chanel créent aussi des pièces avec des éléments communs au seapunk.

## Codes esthétiques

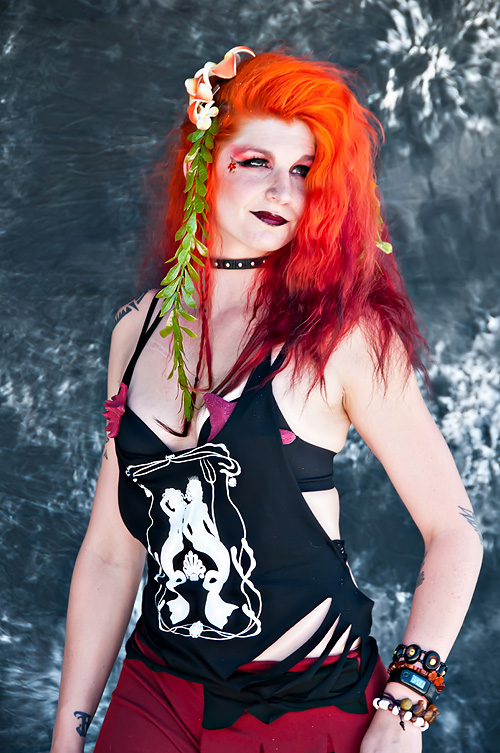
Atlantis posant lors du Geek Fashion Show en 2013.

Les codes esthétiques reprennent tout un ensemble de références à l'univers aquatique : maquillage pailleté, cheveux teints en rose ou en bleu délavé, tee-shirt à l’effigie de créatures aquatiques, bijoux coquillages, etc. Mais aussi une imagerie pastel kawaii et rétro et emprunte de l'esthétique Internet, pop et ringarde de la 3D des années 1990,,. Le mouvement ne se veut pas sérieux et cultive l'ironie. Le mouvement joue aussi sur l'androgynie. Selon l'auteur et professeur Mathieu Buard « [Les seapunk] ne veulent pas revendiquer les codes de l'homosexualité et se vivent dans un queer plus moderne, moins affecté. ». 
En 2011, le journal The New York Times qualifie le mouvement d'« une blague avec de la musique » et « interne à Internet qui se nourrit de son propre ridicule »,.

## Représentants
En 2011, la mannequin Charlotte Free se fait remarquer en défilant avec des cheveux teints en rose et est adoptée par le mouvement en tant qu'égérie. Le seapunk est révélé au grand public avec la prestation de Rihanna au Saturday Night Live du 10 novembre 2012,. 
Ses principaux représentants sont Coral Records Internazionale (Ultrademon, Zombelle, Fire For Effect, Kevin Heckart) aux États-Uins (particulièrement à Chicago), Unicorn Kid en Angleterre, Sea Punk Gang en Italie, Merman en Brésil, et Ideal Corpus en France[réf. nécessaire].